# Melk
Die niederösterreichische Stadtgemeinde Melk liegt am rechten Ufer der Donau und wird in Fließrichtung gesehen als „das Tor zur Wachau“ bezeichnet. Teile der Stadt, wie das Stift Melk, sind Teil des UNESCO-Weltkulturerbes Wachau. Melk ist die Bezirkshauptstadt des gleichnamigen Bezirks.

## Geographie

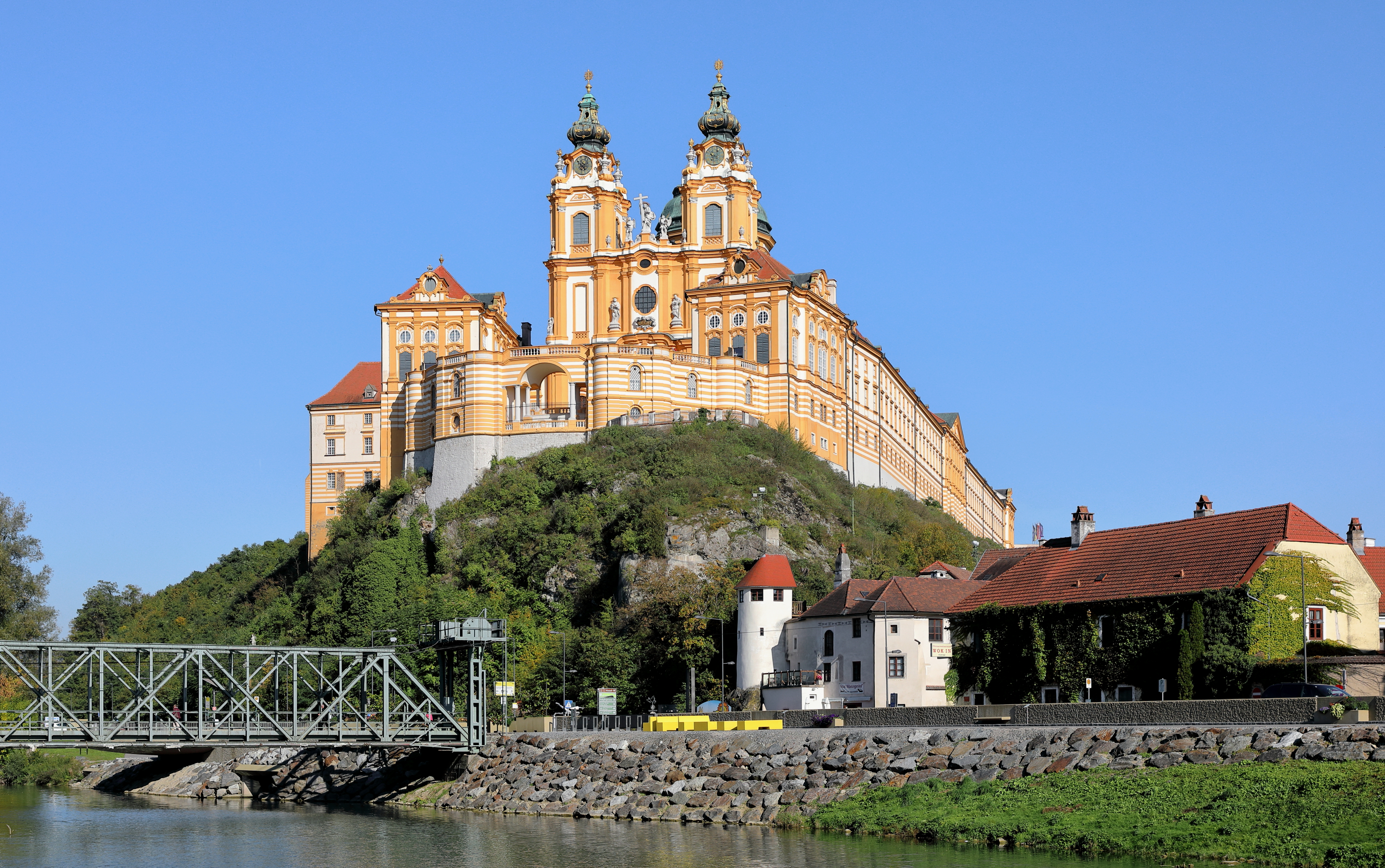
Stift Melk über dem gleichnamigen Fluss

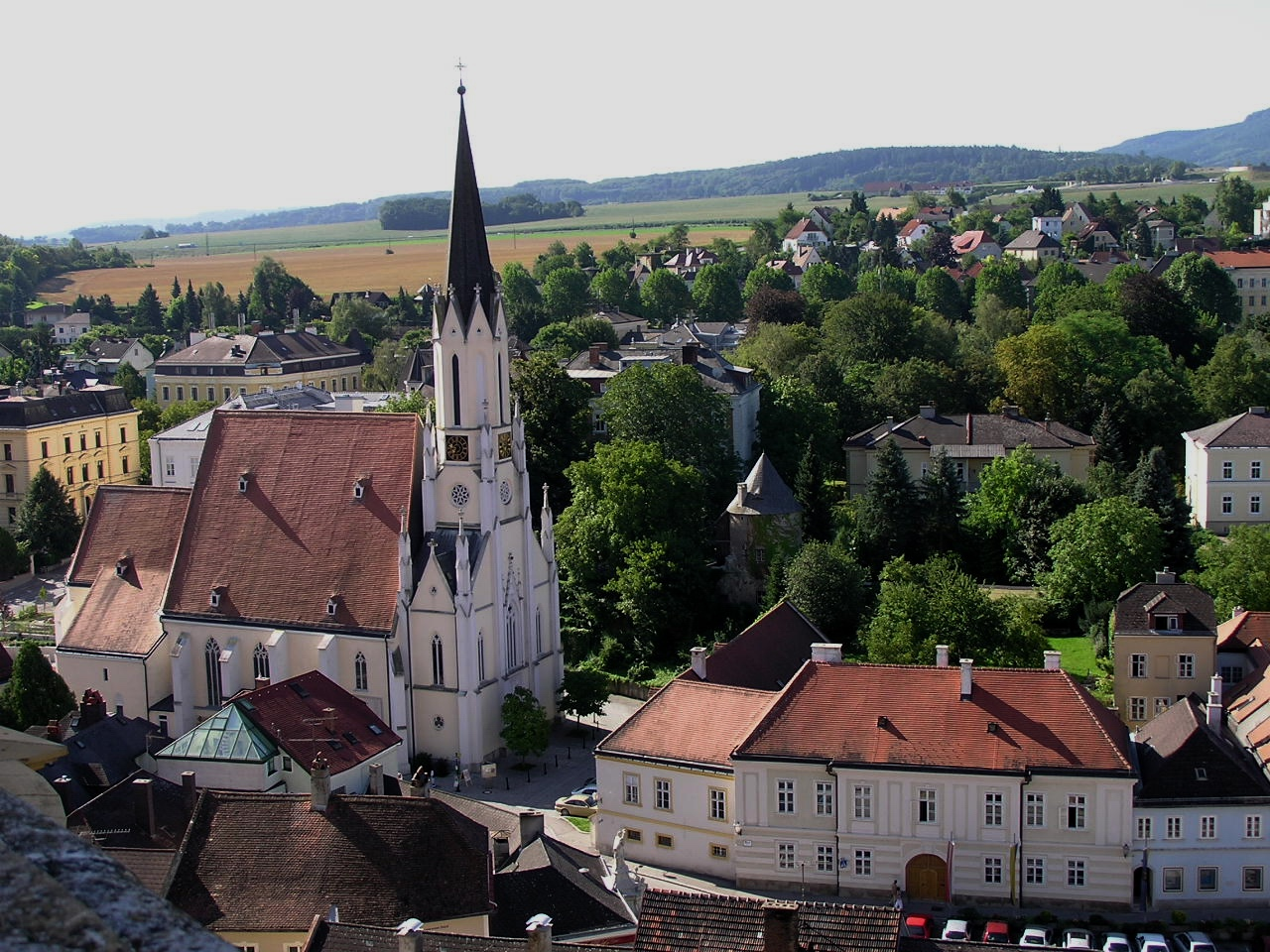
Mariä-Himmelfahrt-Kirche (Melk)

Die Stadt Melk liegt zwischen den kleinen von rechts in die Donau mündenden Flüssen Melk und Pielach an einem Donaualtarm.
Das Stift liegt auf einem Berg, der zur Donau nach Norden hin steil abfällt. Das Stadtzentrum zieht sich den vergleichsweise flachen Westhang hinunter.

### Gemeindegliederung
Die Stadtgemeinde Melk besteht aus zehn Ortschaften bzw. Katastralgemeinden (in Klammern Einwohnerzahl Stand 1. Jänner 2025):
- Großpriel (57)
- Kollapriel (23)
- Melk (4203)
- Pielach (327)
- Pielachberg (410)
- Pöverding (132)
- Rosenfeld (32)
- Schrattenbruck (86)
- Spielberg (338) samt Herrenmühle
- Winden (117) samt Neuwinden

### Nachbargemeinden
| Leiben                | Emmersdorf                                  | Schönbühel-Aggsbach          |
| Zelking-Matzleinsdorf | Kompassrose, die auf Nachbargemeinden zeigt | Dunkelsteinerwald (Gemeinde) |
|                       | St. Leonhard                                | Loosdorf, Schollach          |

### Klima
In Melk herrscht ein Übergangsklima mit kontinentalem Einfluss aus dem Osten und ozeanischem Einfluss aus dem Westen. Die Jahresmitteltemperatur beträgt in der 30-jährigen Periode 1971–2000 9,0 °C, der Jahresgesamtniederschlag liegt bei 594,4 mm. Hiermit befindet sich Melk in einer der trockensten Regionen Österreichs. Während die Winter trüb sind, werden im Sommerhalbjahr viele Sonnenstunden verzeichnet. Mit 53 cm Neuschnee pro Jahr liegt Melk weit unter dem österreichischen Mittel. Jährlich werden rund 83 Frosttage und 22 Eistage verzeichnet. Infolge der geringen Höhe über dem Meeresspiegel werden 56 Sommertage und 11 heiße Tage pro Jahr erreicht. Jährlich gibt es etwa 19 Gewitter, 18 davon finden von April bis September statt. Die Windgeschwindigkeit schwankt im Monatsmittel von 7,6 km/h im September bis 13,3 km/h im Jänner und beträgt im Jahresmittel 10,4 km/h. Tage mit einer Windstärke von mehr als 6 Beaufort (39 km/h) sind jährlich 17 anzutreffen. An der Wetterstation Melk dominieren Südwestwinde.
|                        | Jan  | Feb  | Mär  | Apr  | Mai  | Jun  | Jul  | Aug  | Sep  | Okt  | Nov  | Dez  |   |       |
| Mittl. Temperatur (°C) | −0,8 | 0,0  | 4,7  | 8,6  | 13,9 | 16,9 | 18,8 | 18,5 | 14,5 | 9,0  | 3,6  | 0,6  | ⌀ | 9,1   |
| Mittl. Tagesmax. (°C)  | 2,2  | 3,9  | 9,9  | 14,5 | 20,1 | 22,7 | 25,1 | 25,0 | 20,5 | 14,0 | 6,6  | 3,2  | ⌀ | 14    |
| Mittl. Tagesmin. (°C)  | −3,3 | −3,0 | 0,9  | 3,7  | 8,3  | 11,5 | 13,1 | 13,2 | 10,2 | 5,5  | 1,3  | −1,6 | ⌀ | 5     |
|                        |      |      |      |      |      |      |      |      |      |      |      |      |   |       |
| Niederschlag (mm)      | 33,6 | 29,8 | 39,2 | 43,2 | 57,4 | 73,5 | 90,1 | 66,4 | 44,0 | 36,4 | 40,7 | 40,1 | Σ | 594,4 |
|                        |      |      |      |      |      |      |      |      |      |      |      |      |   |       |
| Regentage (d)          | 7,8  | 6,7  | 7,9  | 7,6  | 8,5  | 10,5 | 11,4 | 8,6  | 7,4  | 6,2  | 8,5  | 9,5  | Σ | 100,6 |

| −3,3 |

| −3,0 |

| 0,9 |

| 3,7 |

| 8,3 |

| 11,5 |

| 13,1 |

| 13,2 |

| 10,2 |

| 5,5 |

| 1,3 |

| −1,6 |

| −3,3 |

| −3,0 |

| 0,9 |

| 3,7 |

| 8,3 |

| 11,5 |

| 13,1 |

| 13,2 |

| 10,2 |

| 5,5 |

| 1,3 |

| −1,6 |

| N i e d e r s c h l a g | 33,6 | 29,8 | 39,2 | 43,2 | 57,4 | 73,5 | 90,1 | 66,4 | 44,0 | 36,4 | 40,7 | 40,1 |
|                         | Jan  | Feb  | Mär  | Apr  | Mai  | Jun  | Jul  | Aug  | Sep  | Okt  | Nov  | Dez  |

## Geschichte
Aufgrund diverser Funde wird seit dem 19. Jahrhundert am Standort des heutigen Stift Melk ein römisches Kastell (Namare?) vermutet. Die Befestigung konnte aber bis dato archäologisch nicht nachgewiesen werden. Die Lage auf einem, in der Nähe des Donauufers gelegenen, ca. 60 Meter hohen, Felsrücken lassen das Vorhandensein einer römischen Limesbefestigung an diesem Platz als zumindest wahrscheinlich erscheinen.
Im Jahr 831 scheint Melk erstmals urkundlich als Medilica auf. Auch im Nibelungenlied wird der Ort mit dem mittelhochdeutschen Namen Medelike erwähnt. Der Ortsteil Pielach wird 823 in der Urkunde Confirmatio Ludovici Pii genannt, in welcher König Ludwig der Fromme den Ort an das Bistum Passau übergibt.
Leopold I., 976 mit dem Gebiet des heutigen Südwestens Niederösterreichs als Markgraf belehnt, machte die Burg in Melk zu seiner Residenz und seine Nachfolger statteten sie mit wertvollen Schätzen und Reliquien aus.
Adalbert der Siegreiche, Markgraf von Österreich, residierte in der Babenbergerburg Melk, wo er am 26. Mai 1055 starb. 1089 übergab Markgraf Leopold II. die Burg Benediktinern aus dem Stift Lambach. Seither leben und wirken im Stift Melk bis heute in ununterbrochener Folge Mönche nach der Regel des hl. Benedikt. Schon seit dem 12. Jahrhundert ist eine Schule mit dem Kloster verbunden und in der Bibliothek wurden wertvolle Handschriften gesammelt und angefertigt.
Melk erhielt 1227 Marktrecht. Zur Zeit der Melker Reform im 15. Jahrhundert war das Stift Ausgangspunkt einer der bedeutendsten mittelalterlichen Klosterreformen und unterhielt enge Verbindungen zu den Humanisten an der Wiener Universität.
Am 14. Dezember 1805 kam es zu einem Brand im Stift Melk. Dabei starben etwa zwei- bis dreihundert russische Kriegsgefangene. Das Denkmal an der B 1 zwischen Melk und Winden erinnert bis heute an diesen Vorfall.
1898 wurde Melk zur Stadt erhoben.
Vom 21. April 1944 bis zur Evakuierung am 15. April 1945 bestand auf dem Gelände der Freiherr-von-Birago-Kaserne das Konzentrationslager Melk, ein Außenlager des KZ Mauthausen, in dem die Steyr Daimler Puch AG Kugellager produzieren ließ. Etwa 5.000 Menschen – diese Zahl entspricht ungefähr der Einwohnerzahl von Melk selbst – kamen durch Zwangsarbeit beim Bau einer Stollen-Halle während des einjährigen Bestehens des Konzentrationslagers um. Das Krematorium des Lagers ist heute eine Gedenkstätte.
Das Heimatmuseum Melk grub Ende der 1980er Jahre auf dem Wachberg den Teil eines Hofes mit Kuppelöfen und Webstuhlgewichten aus. Der Wachberg gilt jetzt mit etwa 40 vollständigen Tongefäßen und ebenso vielen Webgewichten als die bedeutendste Fundstelle Österreichs der fundarmen Mödling-Zöbing/Jevišovice-Gruppe.

## Kultur und Sehenswürdigkeiten

### Bauwerke
- Stift Melk: Die wichtigste Sehenswürdigkeit ist das hoch über der Donau gelegene barocke Benediktinerkloster.
- Stiftskirche im Kloster
- Katholische Mariä-Himmelfahrt-Kirche
- Evangelische Erlöserkirche der Pfarre Melk-Scheibbs.
- Auf dem Rathausplatz vor dem Rathaus befindet sich der Kolomanibrunnen aus dem Jahr 1689.
- Bemerkenswert sind die teils historischen Monumentalbauten mit der Birago-Kaserne, dem Bischöflichen Seminar, der Jakob-Prandtauer-Volks-und-Hauptschule, dem Krankenhaus, der alten Post und dem alten Brotladen.
- In der näheren Umgebung findet man das Renaissanceschloss Schallaburg und das Schloss Artstetten. Im Stadtmuseum Melk befindet sich das berühmte, 6.500 Jahre alte Idol mit dem Vogelgesicht.

Mit Dezember 2013 wurde die Altstadt von Melk als Ensemble unter Denkmalschutz gestellt.
| Kulturelle Vereine in Melk                           | Kulturelle Vereine in Melk |
| ---------------------------------------------------- | --- |
| - Jazzclub - Musikverein - Singverein - Stadtkapelle | - Theatergruppe - Verein zur Förderung der Bierkultur - Volkstanzgruppe - Kultur- und Museumsverein - Verein der Freunde der Festspiele Melk |

### Regelmäßige Veranstaltungen
- Seit 1451 wird alljährlich am 13. Oktober der Kolomanikirtag, benannt nach dem Schutzpatron von Stadt und Stift Melk, gefeiert.
- Jeden Faschingsdienstag findet der Faschingsumzug statt.
- Im Juli und August finden die Melker Sommerspiele in der Donauarena statt.
- In der dritten Juliwoche findet das zweitägige Melker Höfefest in der Altstadt statt.
- Im Stift Melk finden zu Pfingsten die internationalen Barocktage mit zahlreichen Konzerten statt.
- Im Advent findet jährlich der „Adventdorf“ am Hauptplatz statt.

### Sport

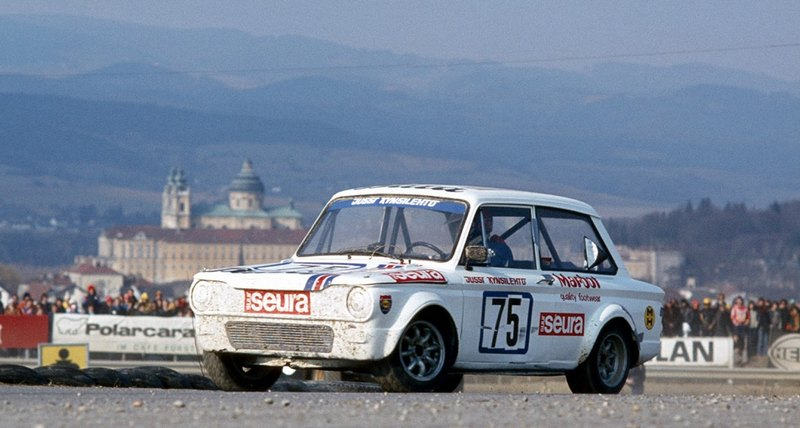
Der Finne Jussi Kynsilehto mit seinem Singer Chamois Sport beim Rallycross-EM-Lauf des Jahres 1978 auf dem damaligen Leruring

- Motorsport: Wachauring: Südlich der Stadt und unmittelbar oberhalb der A1, liegt das ÖAMTC-Fahrtechnikzentrum Wachauring, wo regelmäßig auch Motorsportveranstaltungen organisiert werden. Der vor einigen Jahren im Auftrag von Hausherr Franz Wurz von dem deutschen Rennstreckenplaner Hermann Tilke komplett neu gestaltete Wachauring liegt auf einem Grundstück, das dem Stift Melk gehört, weswegen das Gelände im Volksmund auch als „Stiftswiesn“ bezeichnet wird. Hier wurde im Frühjahr 1973 durch den St. Leonharder Baumeister Ingenieur Herbert Herr innerhalb von gerade einmal fünf Wochen eine Rallycross-Strecke mit dem damaligen Namen Leruring (Leru stand für die Motorsportclubs der beiden Nachbargemeinden St. Leonhard am Forst und Ruprechtshofen, die unter dem Namen „RAR Team Leru“ kooperierten) geplant, gebaut und mit einem Proberennen am Ostersonntag, dem 22. April 1973, eröffnet. Am 13. Mai 1973 fand auf der Strecke dann unter der Führung des Automobilsportclubs „RRC 13 Wien“ der erste Rallycross-Europameisterschaftslauf der Motorsportgeschichte statt. Bis einschließlich 2009 wurden auf dem späteren Thermoton-Ring, Nordmende-Ring, Rallycross-Ring und seit 1997 Wachauring insgesamt 19 Rallycross-EM-Läufe ausgetragen. Der derzeitige Rallycross-Veranstalter der Strecke ist der „Leru Team 2 – Motorsportclub“.
- Breitensport: In Melk befinden sich ein Freibad (Wachaubad), eine Tennishalle, Fußballplätze, Tennisplätze, ein Skaterplatz, ein Eislaufplatz und ein Rugbyplatz.
- Ein Campingplatz befindet sich direkt an der Donau.
- In der nahen Umgebung gibt es zahlreiche Wanderwege und Radwege (etwa den Donauradweg).
- Eine traditionelle Laufsportveranstaltung ist der Osterlauf, welcher jedes Jahr am Ostermontag ausgetragen wird.
- Melk liegt am Nord-Süd-Weitwanderweg vom Nebelstein nach Eibiswald.

Sportvereine
- Sport Union Melk
- Schwimm Union Melk
- Kampfkunstschule Melk
- Freizeitverein Melk
- Fußballverein SC Melk
- Heeressportverein Melk
- Ruderunion Melk
- Union Karate-Akademie Zen Tai Ryu Melk
- Spartans Rugby Club Melk
- Union-Tennisclub Melk
- Carambolbillard Club EMBSC
- Eishockey Club Melk
- Tauch- & Wassersportverein Melk
- Volleyballverein UVF hagebau Schuberth Melk
- Naturfreunde Melk
- Karate Melk

## Wirtschaft und Infrastruktur

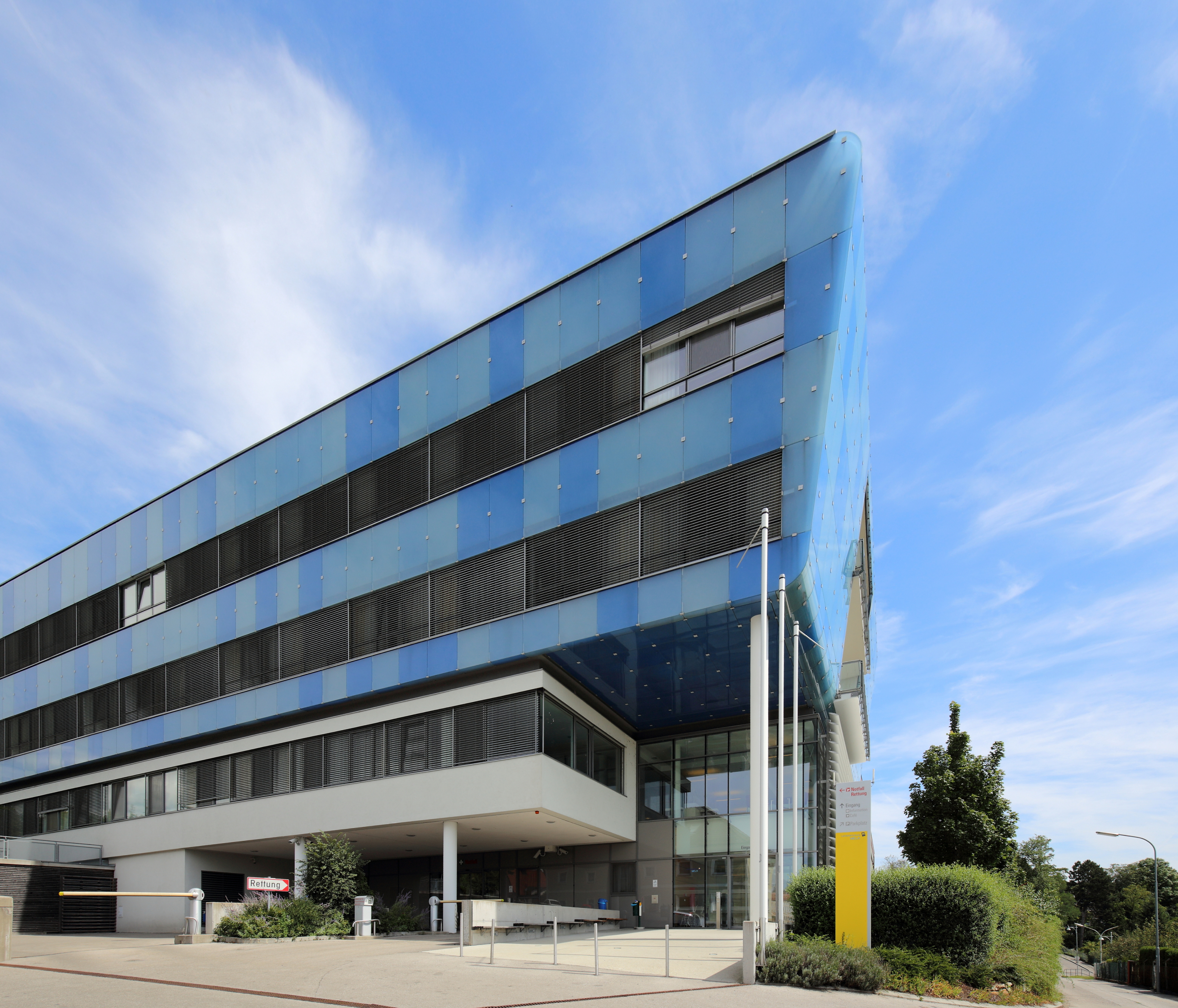
Landesklinikum Mostviertel Melk

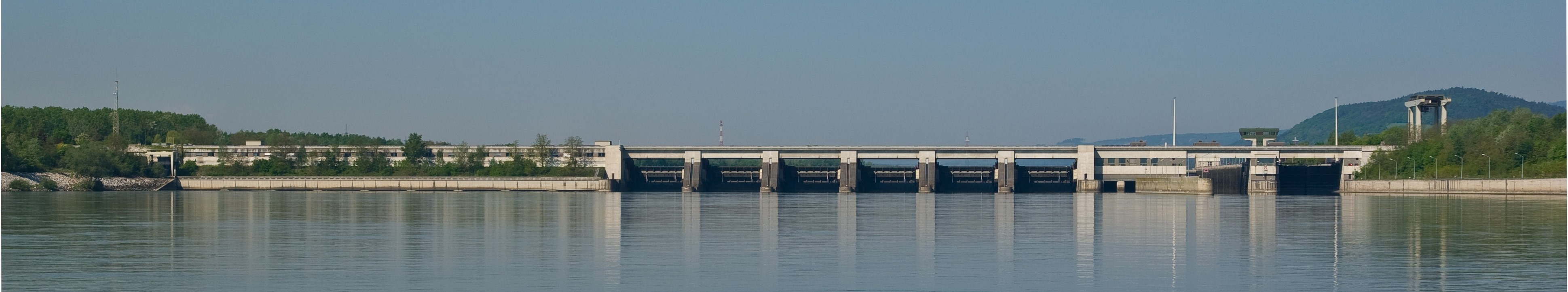
Kraftwerk Melk

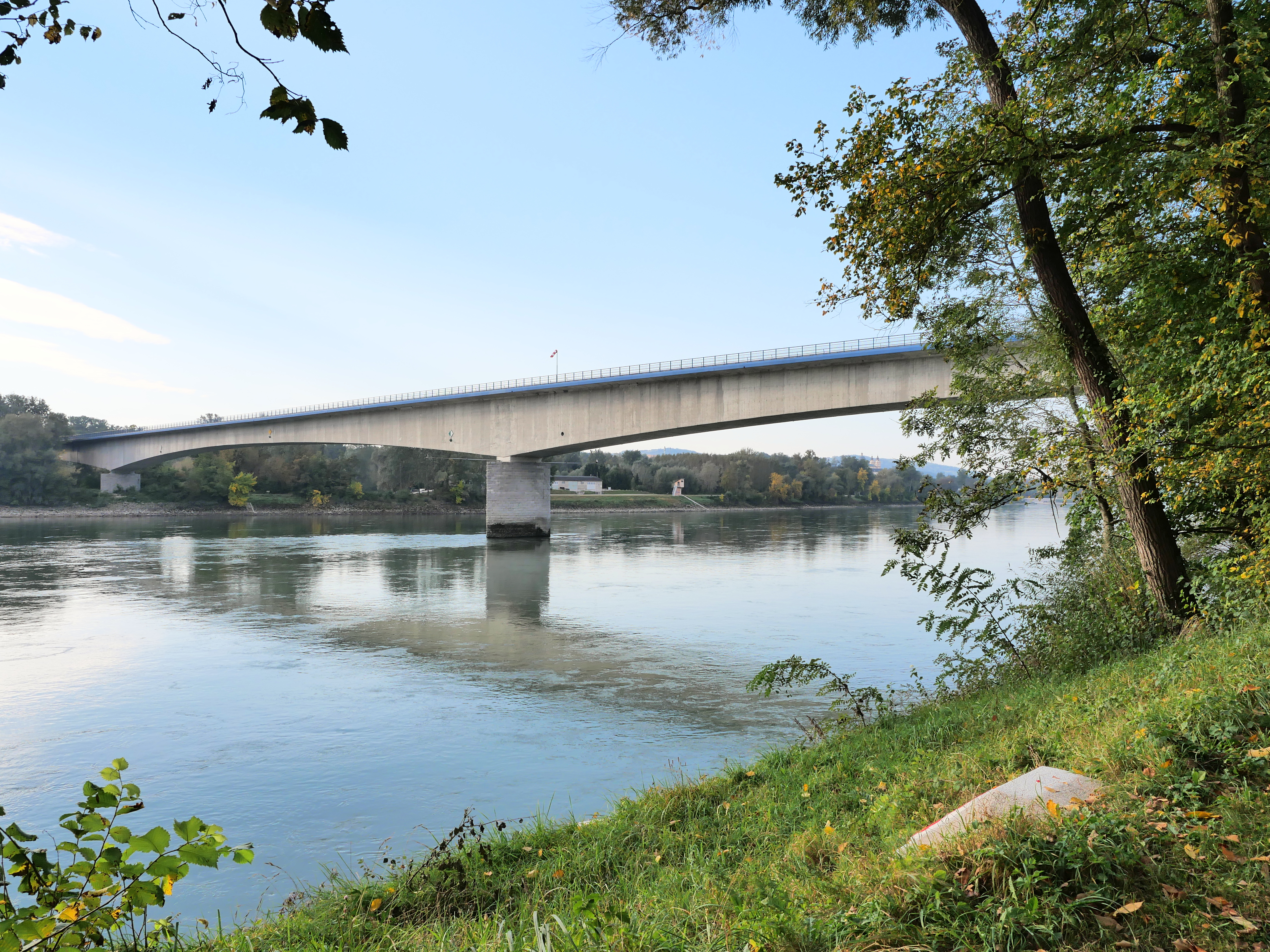
Donaubrücke Melk – Emmersdorf

- Das Landesklinikum Mostviertel Melk, im Osten der Stadt, verfügt über etwa 170 Betten. In die letzten Um- und Ausbauten von 2006 bis 2012 investierte man rund 54 Mio. Euro. Dabei wurde unter anderem im Westen ein neuer viergeschoßiger Trakt errichtet.
- Die VERBUND Hydro Power AG betreibt das Donaukraftwerk Melk.

### Verkehr
Die Stadt Melk liegt direkt an der Westautobahn und an der Westbahn. Eine Donaubrücke führt in den nördlichen Teil des Bezirkes und in das Waldviertel. An der Donau befinden sich Anlegestellen für Donaukreuzfahrtschiffe, am Nebenarm liegt die Anlegestelle für die Donauausflugsschiffe, die hier den Endpunkt der Wachaufahrten haben. In der Donau westlich der Stadt liegt die Staustufe Melk mit dem Kraftwerk Melk und einer Doppelschleuse für die Schifffahrt.

### Bildung
In Melk befinden sich drei Kindergärten, eine Volksschule, eine Polytechnische Schule, eine Hauptschule und das Stiftsgymnasium Melk; weiters ein Sonderpädagogisches Zentrum, eine Musikschule, eine Volkshochschule und eine Bücherei. Große Bedeutung hat auch die Melker Stiftsbibliothek.

## Politik

### Gemeinderat
Der Gemeinderat hat 29 Mitglieder.
- Mit den Gemeinderatswahlen in Niederösterreich 1990 hatte der Gemeinderat folgende Verteilung: 16 ÖVP, 10 SPÖ, 2 Grüne und 1 FPÖ.
- Mit den Gemeinderatswahlen in Niederösterreich 1995 hatte der Gemeinderat folgende Verteilung: 14 ÖVP, 11 SPÖ, 3 FPÖ und 1 Grüne.[6]
- Mit den Gemeinderatswahlen in Niederösterreich 2000 hatte der Gemeinderat folgende Verteilung: 15 ÖVP, 9 SPÖ, 3 Grüne und 2 FPÖ.[7]
- Mit den Gemeinderatswahlen in Niederösterreich 2005 hatte der Gemeinderat folgende Verteilung: 16 ÖVP, 7 SPÖ, 5 Grüne und 1 Liste Pro Melk.[8]
- Mit den Gemeinderatswahlen in Niederösterreich 2010 hatte der Gemeinderat folgende Verteilung: 16 ÖVP, 5 SPÖ, 4 Bürgerliste Melk, 3 Grüne und 1 FPÖ.[9]
- Mit den Gemeinderatswahlen in Niederösterreich 2015 hatte der Gemeinderat folgende Verteilung: 17 ÖVP, 5 Grüne, 5 SPÖ und 2 FPÖ.[10]
- Mit den Gemeinderatswahlen in Niederösterreich 2020 hatte der Gemeinderat folgende Verteilung: 19 ÖVP, 5 Grüne, 4 SPÖ und 1 FPÖ.[11]
- Mit den Gemeinderatswahlen in Niederösterreich 2025 hat der Gemeinderat folgende Verteilung: 17 ÖVP, 4 Grüne, 4 FPÖ und 4 SPÖ.[12]

### Bürgermeister
- Josef Böck
- 1990–2004 Mag. Helmut Sommer[13]
- 2004–2018 Thomas Widrich (ÖVP)[14]
- seit 2018 Patrick Strobl (ÖVP)[14]

### Gemeindepartnerschaften
- seit 1982 Herrieden in Deutschland

## Sonstiges

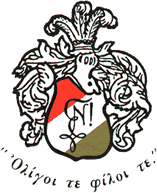
Wappen und Wahlspruch der Nibelungia Melk

In Melk ist die K.Ö.St.V. Nibelungia Melk im Mittelschüler-Kartell-Verband ansässig.
Am 13. Februar 1993 ereignete sich beim Bahnhof Melk ein schweres Zugunglück. Ein Güterzug und ein Eilzug stießen frontal zusammen, es gab 3 Tote und rund 20 Verletzte.
Die Stadt ist immer wieder von Hochwassern betroffen, zuletzt in den Jahren 2002 und 2013.
Im 1980 erschienenen Roman Der Name der Rose von Umberto Eco erzählt die Hauptfigur Adson von Melk die Geschichte und erwähnt dabei häufig das Benediktinerkloster Melk.

## Persönlichkeiten, die mit Melk verbunden sind
chronologisch nach Geburtsjahr geordnet
- Johannes Gastgeb (≈1485–1542), Arzt, Dekan und Rektor der Universität Wien
- Maximilian Stadler (1748–1833), Prior und Komponist
- Ernst Schwarz (1845–1925), ev. Pfarrer, Diakoniegründer in Waiern
- Johann Dangl (1870–1944), Politiker
- Franz Hartl (1872–1929), Politiker und Bundesbahnbeamter
- Josef Adlmannseder (1888–1971), Politiker
- Walter Prinzl (1891–1937), Künstler
- Engelbert Dollfuß (1892–1934), Politiker
- Maria Ferschl (1895–1982), Schriftstellerin und Kirchenlieddichterin
- Johann Nagl (1905–1988), Politiker
- Johann Navratil (1909–1992), Herzchirurg
- Anneliese Strenger (1913–1984), Zoologin, Anatomin und Hochschullehrerin
- Vilma Kürer (1914–2008), Schauspielerin und Kabarettistin
- Josef Wiesmayr (1920–1994), Politiker
- Elisabeth Schmidt (1920–2012), Hausfrau, Mitglied des Bundesrates und Abgeordnete zum Nationalrat
- Friedrich Scheiner (1923–1985), Direktor des Bundesgymnasiums Horn
- Karl Kurzbauer (1934–2020), Politiker
- Burkhard Ellegast (1931–2022), Abt und Theologe
- Albert Rohan (1936–2019), Diplomat
- Ingomar Grünauer (* 1938), Komponist
- Helger Hauck (* 1942), Physiker
- Helmut Pirkner (1943–2012), Manager
- Herbert J. Wimmer (* 1951), Schriftsteller
- Elfriede Mayrhofer (* 1958), Bezirkshauptmann
- Hans Schelkshorn (* 1960), Philosoph und Theologe
- Hannes Derfler (* 1963), Politiker
- Norbert Hintersteiner (* 1963), römisch-katholischer Theologe
- Otto Lechner (* 1964), Musiker
- Gerhard Karner (* 1967), Politiker
- Hermine Haselböck (* 1967), Mezzosopranistin
- Max Meyr (* 1968), Schauspieler
- Andrea Taschl-Erber (* 1971), römisch-katholische Theologin
- Vesna Schuster (* 1974), Politikerin
- Ursula Strauss (* 1974), Schauspielerin
- Ilse Kopatz (* 1975), Fußballspielerin
- Andrea Walter (* 1980), österreichische Schriftstellerin, Persönlichkeits- und Autorentrainerin
- Christoph Weiss (* 1984), römisch-katholischer Priester, Generalvikar
- Johannes Dürr (* 1987), Skilangläufer
- Luna Al-Mousli (* 1990), Autorin und Grafikerin
- Jakob Kammerer (* 1992), Jazzmusiker
- Marina Georgieva (* 1997), Fußballspielerin
- Niklas Streimelweger (* 2000), Fußballspieler
- Simon Furtlehner (* 2001), Fußballspieler

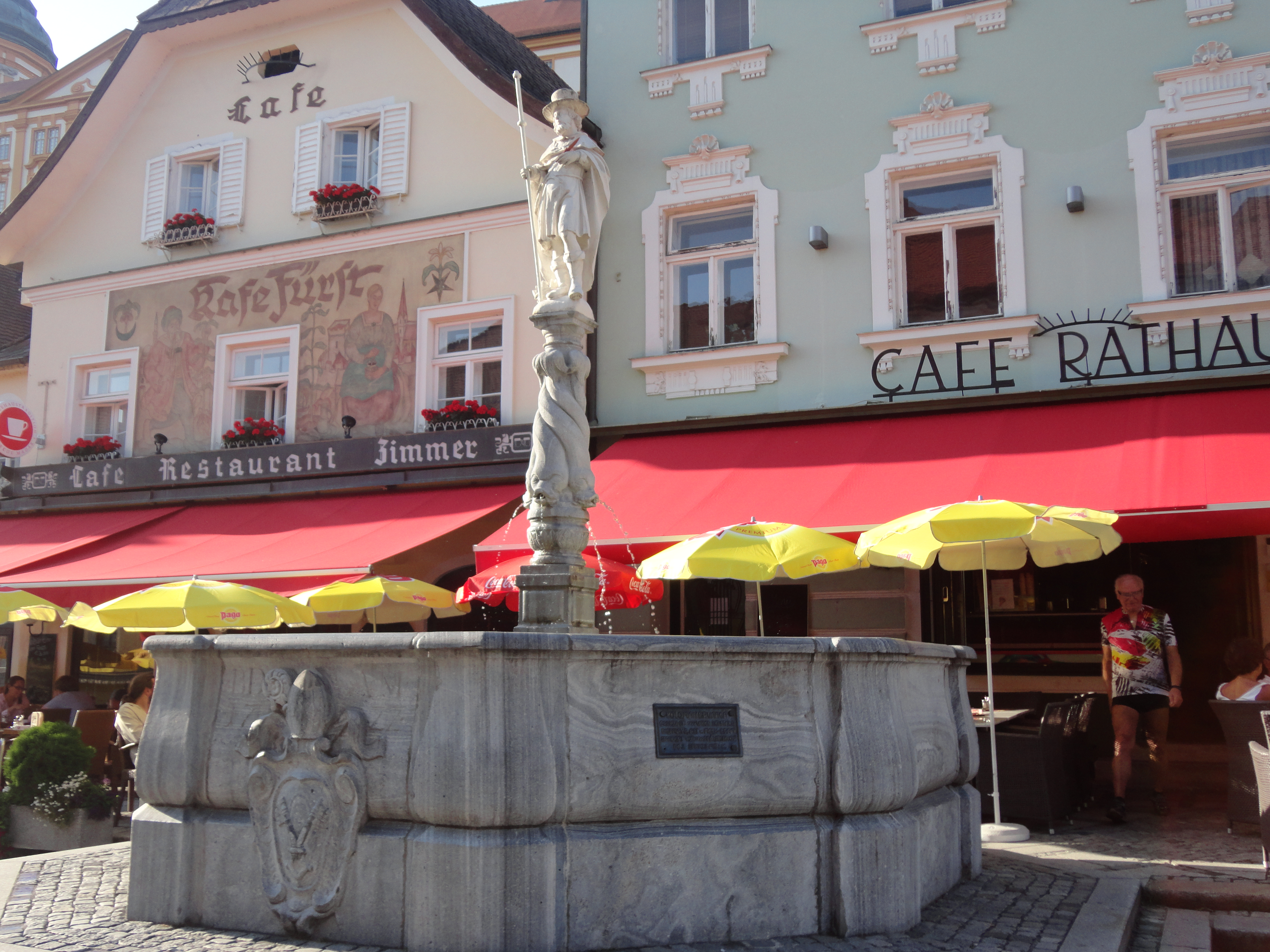
Kolomanibrunnen auf dem Rathausplatz
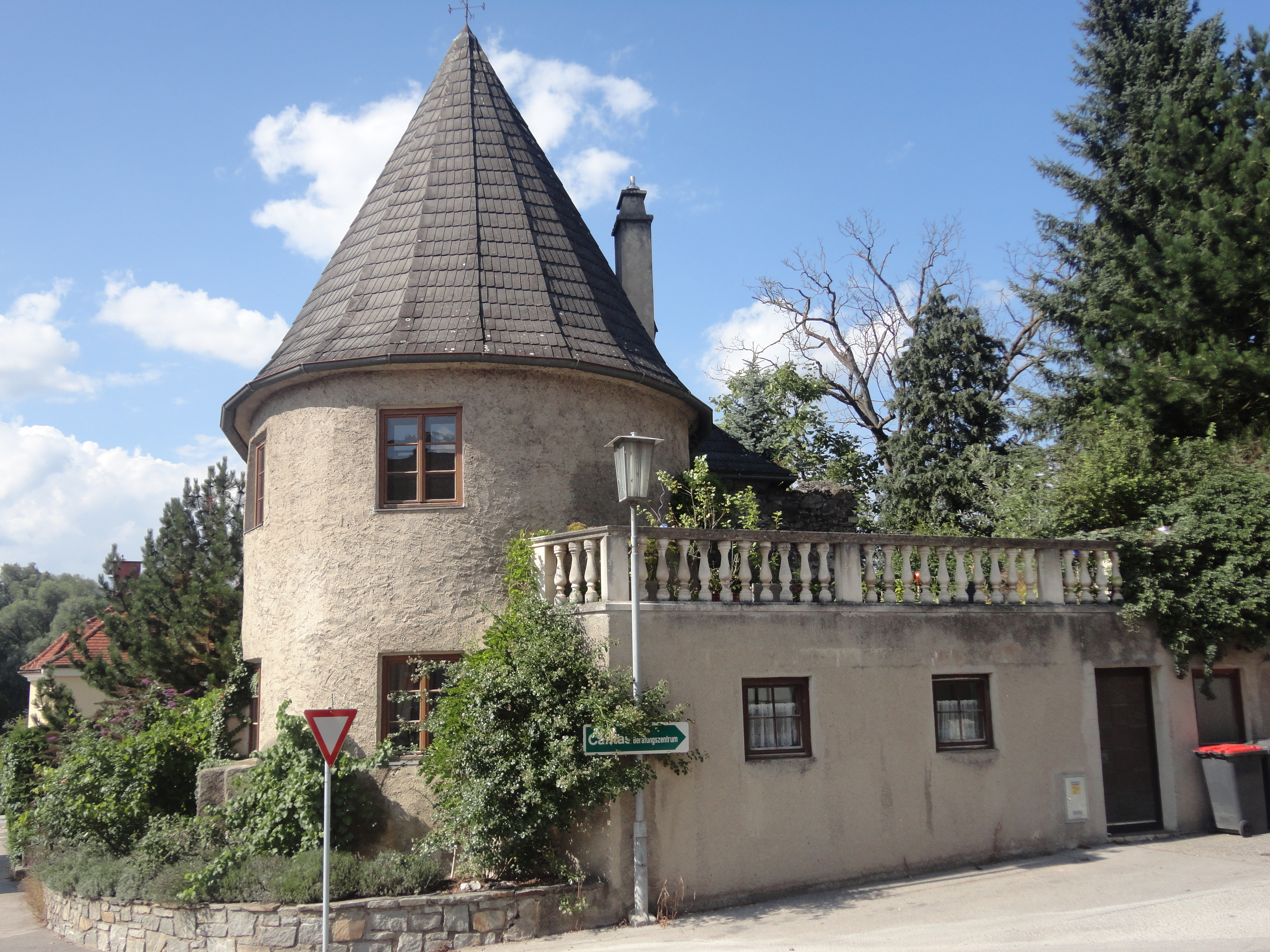
Wächterturm
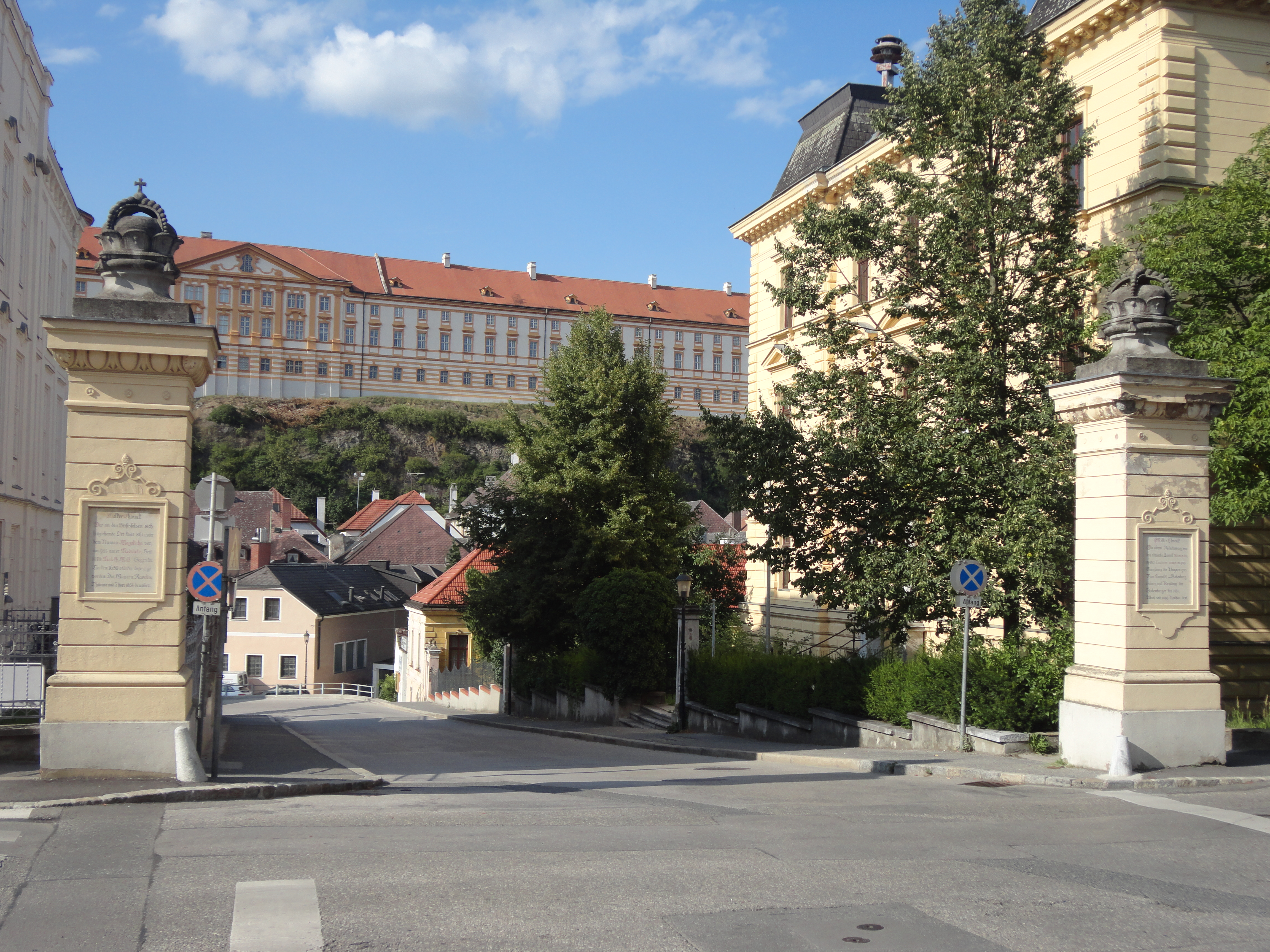
Torpfeiler des ehemaligen Stadttors
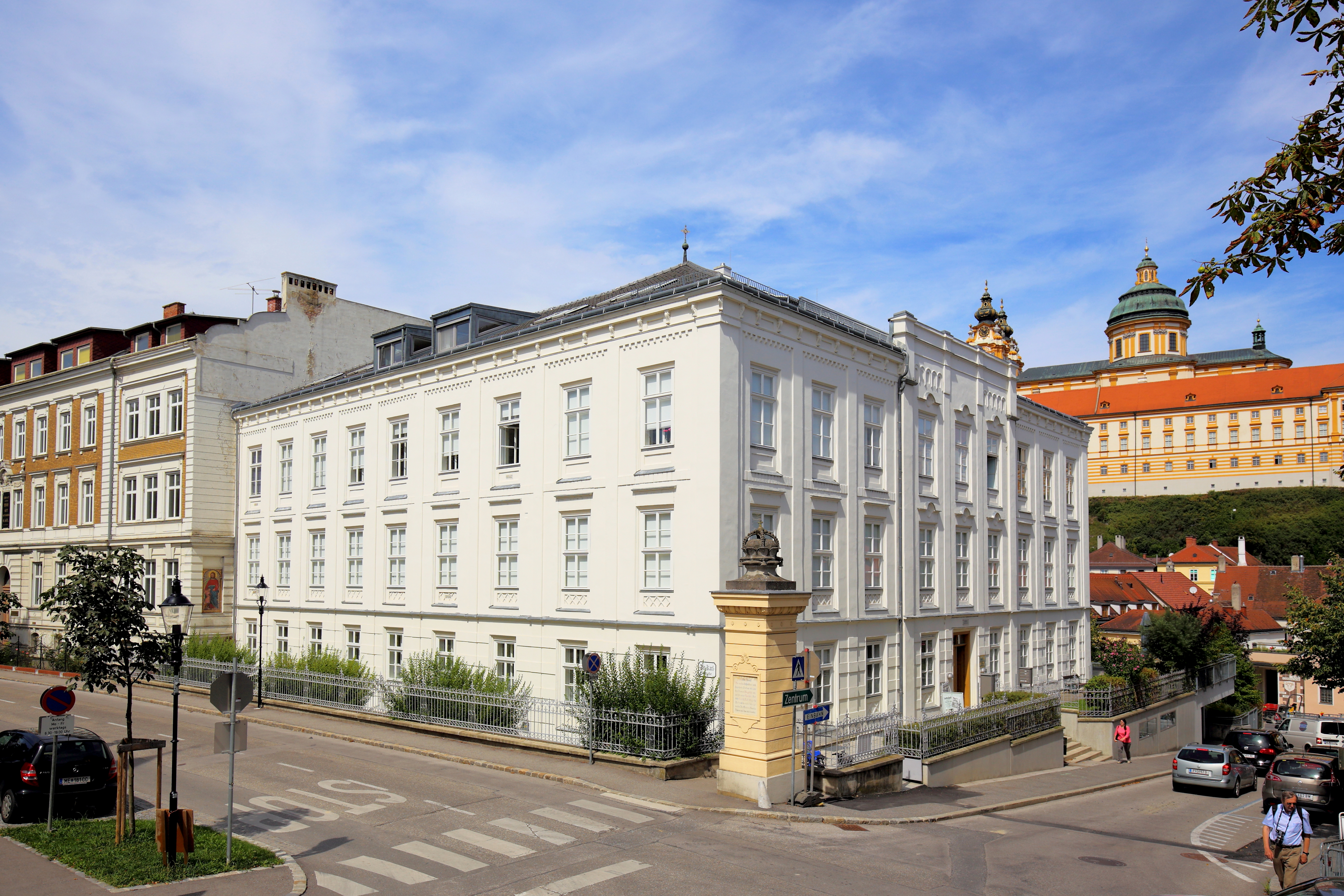
Ehemalige Volksschule und jetziges KiBiZ